# Euphyia conifasciata
Euphyia conifasciata là một loài bướm đêm trong họ Geometridae.